# Dyngjufjallgarður
Dyngjufjallgarður är en bergskedja i republiken Island. Den ligger i regionen Austurland, 300 km öster om huvudstaden Reykjavík.
Dyngjufjallgarður sträcker sig 7,0 km i sydvästlig-nordostlig riktning. Den högsta punkten är 822 meter över havet.
Topografiskt ingår följande toppar i Dyngjufjallgarður:
- Dyngja
- Hrúþóll
- Nípar